# Giacomo Antonio Fancelli

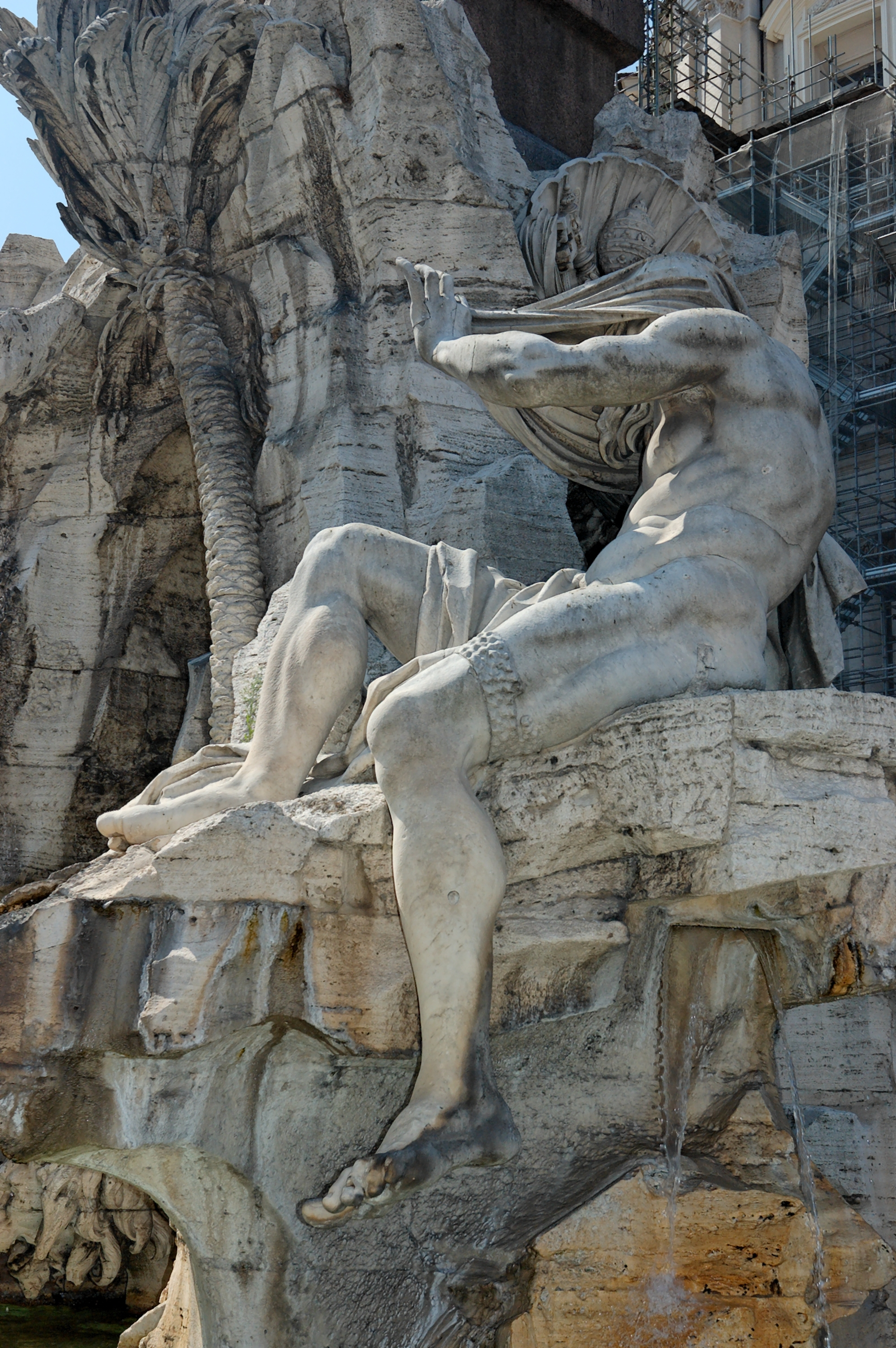
Nilen, Fontana dei Quattro Fiumi, Rom.

Giacomo Antonio Fancelli, född 1619 i Rom, död 1671, var en italiensk skulptör och stuckatör under barocken. Han var bror till Cosimo Fancelli och elev till Bernini.
Fancelli har bland annat utfört flodguden Nilen på Berninis Fontana dei Quattro Fiumi (fullbordad 1651) på Piazza Navona i Rom. Flodguden döljer sitt ansikte under ett skynke, eftersom man vid denna tid inte hade upptäckt Nilens källflöde.
Fancellis mästerverk anses vara skulpturen Sankt Franciskus (cirka 1647) i kyrkan San Bernardo alle Terme på Quirinalen i Rom.